# 小花香槐
小花香槐（学名：Cladrastis sinensis）为豆科香槐属下的一个种。其种加词“sinensis”意为“中华的”。
现接受名为小花香槐（Cladrastis delavayi (Franch.) Prain, 1904）。